# Edvard Emil Meyer
Edvard Emil Meyer (* 11. Oktober 1803 in Kopenhagen; † 21. September 1879 ebenda) war ein dänischer Kaufmann und kommissarischer Inspektor in Grönland.

## Leben
Edvard Emil Meyer war der Sohn des Malers Elias Meyer (1763–1809) und seiner Frau Catharine Charlotte Ehrhardt (1775–1853). Er begann 1814 als Lehrling bei einem Seiden- und Kleiderhändler und wurde 1826 Geselle.
Im Folgejahr begab er sich in Dienste von Den Kongelige Grønlandske Handel und wurde zum Assistenten in Sisimiut ernannt. Von 1829 bis 1830 war er kommissarischer Kolonialverwalter in Nuuk. Danach war er für ein Jahr Assistent in Maniitsoq. Während eines einjährigen Aufenthalts in Dänemark heiratete er 1832 in Kopenhagen Adamine Spliid (1814–1903). Von 1832 bis 1833 war er wieder Kolonialverwalter in Nuuk und danach vier Jahre in Sisimiut. Nach zweijährigem Aufenthalt in Dänemark wurde er 1839 zum Kolonialverwalter in Paamiut ernannt, vertrat aber im selben Jahr noch Carl Peter Holbøll als Inspektor von Südgrönland, sodass er das Amt erst 1840 annehmen konnte. Von 1845 bis 1846 war er erneut in Dänemark. Von 1850 bis 1851 vertrat er Holbøll ein zweites Mal. 1852 war er wieder in Dänemark und wurde direkt im Anschluss pensioniert.
Später war er als Handelsagent auf den Färöern tätig und dann Lotteriekollekteur. Er starb 75-jährig in Kopenhagen.